# Craigellachie (Skotsko)
Craigellachie (skotskou gaelštinou: Creag Eileachaidh) je skotská vesnice v oblasti Moray, ležící několik kilometrů jihovýchodně od města Elgin, u soutoku řek Spey a Fiddich, v údolí, známým pod jménem Strath Spey. První zmínky o obci jsou z 18. století, kdy zde fungoval říční přívoz. Vesnice je známá ve spojitosti s výrobou Skotské. Místní most – Craigellachie Bridge byl vybudován pod vedením a podle návrhu Thomase Telforda v roce 1814.